# 烏斯佳河 (維利亞河支流)
烏斯佳河（羅馬化：Ustia）是烏克蘭西部的河流，屬於維利亞河的右支流。該河發源自普盧日內附近，流經赫梅利尼茨基州的舍佩蒂夫卡區，河流全長18公里，流域面積135平方公里。